# Animals (album Pink Floyda)
Animals je deseti studijski album britanskog progresivnog sastava Pink Floyd, objavljen u siječnju 1977. Radi se o konceptualnom albumu koji se bavi oštrim kritiziranjem društveno-političke situacije u Velikoj Britaniji kasnih 1970-ih. Album također predstavlja značajnu promjenu glazbenog stila za razliku od ranijih radova. Animals nije album koji su u EMI Recordsu priželjkivali nakon albuma Wish You Were Here. Većina pjesama traje dulje od deset minuta, a nijedna ni približno ne nastavlja tragom "Wish You Were Here" ili "Money", niti sliči bilo čemu što bi moglo postići uspjeh na radiju. No, bilo je to doba vrhunca progresivnog rocka, pa su poklonici rocka već navikli na takve albume. Sve pjesme je samostalno napisao Roger Waters, osim pjesme "Dogs", koju je napisao zajedno s Davidom Gilmourom.
Prva pjesma na albumu je "Pigs on the Wing". Radi se o pjesmi s dva dijela. Prvi dio pjesme otvara, a drugi dio zatvara album. Prema mnogim intervjuima, pjesma je napisana kao Watersova izjava ljubavi njegovoj novoj ženi Carolyne Christie. Za razliku od ostalih pjesama na albumu koje su mračne, ova se pjesma značajno razlikuje po tematici. Druga pjesma na albumu je "Dogs" (originalno skladana kao "You've Got to Be Crazy") koja će se kasnije naći na "best of" albumu Echoes: The Best of Pink Floyd. Pjesma se bavi agresivnim i nemilosrdnim kapitalističkim sustavom te opisuje moćne poduzetnike. 
Pjesma "Pigs (Three Different Ones)" predstavlja ljude koje je Waters smatrao da su na vrhu društvene ljestvice, a to su bili bogati i moćni ljudi. Waters smatra da takvi ljudi manipuliraju ostatkom društva, zavodeći ih međusobno, da bi svinje mogle ostati snažne na vrhu. U pjesmi "Sheep" metaforički je opisana kontrola uma običnih ljudi od strane svinja. U jednom dijelu pjesme u pozadini se čuje parodija na Psalam 23 iz Biblije. Neke riječi su izmijenjene da bi mogle odgovarati temi pjesme.
Na omotu albuma nalazi se elektrana Battersea u Londonu.

## Popis pjesama
Tekstovi: Roger Waters, glazba: Waters, osim pjesme "Dogs" koju je napisao s Davidom Gilmourom.
| Strana 1 | Strana 1             | Strana 1 | Strana 1 | Strana 1 | Strana 1 | Strana 1 | Strana 1 | Strana 1 | Strana 1 |
| Br.      | Skladba              | Trajanje |          |          |          |          |          |          |          |
| -------- | -------------------- | -------- | -------- | -------- | -------- | -------- | -------- | -------- | -------- |
| 1.       | »Pigs on the Wing 1« | 1:25     |          |          |          |          |          |          |          |
| 2.       | »Dogs«               | 17:03    |          |          |          |          |          |          |          |
| 18:28    |                      |          |          |          |          |          |          |          |          |

| Strana 2 | Strana 2                      | Strana 2 | Strana 2 | Strana 2 | Strana 2 | Strana 2 | Strana 2 | Strana 2 | Strana 2 |
| Br.      | Skladba                       | Trajanje |          |          |          |          |          |          |          |
| -------- | ----------------------------- | -------- | -------- | -------- | -------- | -------- | -------- | -------- | -------- |
| 1.       | »Pigs (Three Different Ones)« | 11:25    |          |          |          |          |          |          |          |
| 2.       | »Sheep«                       | 10:25    |          |          |          |          |          |          |          |
| 3.       | »Pigs on the Wing 2«          | 1:23     |          |          |          |          |          |          |          |
| 23:13    |                               |          |          |          |          |          |          |          |          |

## Zasluge
Pink Floyd
- David Gilmour - vokali, gitara
- Nick Mason - bubnjevi
- Roger Waters - bas-gitara, vokali, prateći vokali
- Richard Wright - klavijature

## Vanjske poveznice
- Allmusic.com – Pink Floyd: Animals / Review by Stephen Thomas Erlewine (engl.)
- Discogs.com – Pink Floyd: Animals (engl.)